# テティス (小惑星)
テティス (17 Thetis) は、太陽系の比較的大きな小惑星のひとつ。火星と木星の間の軌道を公転している。
比較的明るい表面をしており、ケイ酸塩とニッケル鉄から構成されていると推定されている。

## 命名
テティスは1852年、19世紀に24個の小惑星を発見したドイツの天文学者ロベルト・ルターにより発見された。
この名前はギリシア神話の英雄アキレウスの母となった女神テティスに由来する。

テティスの軌道。青がテティス、
赤が惑星（一番外側の赤は木星）、
黒が太陽。